# Théâtre Polski
Le théâtre Polski (en polonais Teatr Polski im. Arnolda Szyfmana w Warszawie, théâtre polonais de Varsovie) est un théâtre qui fut créé en 1913 à Varsovie en Pologne. C'est un des plus grands théâtres de Varsovie avec une salle de 800 places.
Le théâtre Polski est une réalisation du dramaturge Arnold Szyfman. La première œuvre représentée fut une pièce du dramaturge Zygmunt Krasiński. Le théâtre Polsky était un théâtre classique. Il fut comparé à la Comédie-Française.
Le dramaturge et metteur en scène Leon Schiller s'imposa dans des réalisations théâtrales monumentales. On y interpréta également des œuvres de Adam Mickiewicz.
Durant la Seconde Guerre mondiale, le théâtre fut rebaptisé par l'occupant allemand Theater der Stadt Warschau. Lors de la libération du pays en 1945, le théâtre fut en partie détruit par les combats et les bombardements. Il fut reconstruit à l'identique grâce au patrimoine photographique retrouvé après la guerre.
En 1946, les représentations purent reprendre avec une œuvre du poète et dramaturge Juliusz Słowacki. On interpréta aussi bien des pièces d'auteurs étrangers comme La Tempête de Shakespeare, que d'auteurs polonais comme Konstanty Ildefons Gałczyński. Des acteurs tels que Gustaw Holoubek jouèrent après guerre au théâtre Polski.
En 2010, la pièce de Tennessee Williams Un tramway nommé Désir, avec Isabelle Huppert, Andrzej Chyra et mise en scène par Krzysztof Warlikowski, fut à l'affiche du théâtre Polski.
En janvier 2011, le nouveau directeur du théâtre Polski est le comédien polonais, naturalisé français, Andrzej Seweryn. Le théâtre Polski va atteindre le millier de créations depuis son ouverture en 1913.